# 鳥取県道259号泊絹見青谷線
鳥取県道259号泊絹見青谷線（とっとりけんどう259ごう とまりきぬみあおやせん）は、鳥取県東伯郡湯梨浜町から鳥取市に至る一般県道である。

## 概要
東伯郡湯梨浜町大字泊から鳥取市青谷町吉川に至る。

### 路線データ
- 起点：鳥取県東伯郡湯梨浜町大字泊（国道9号交点）
- 終点：鳥取県鳥取市青谷町吉川（鳥取県道51号倉吉川上青谷線交点）

## 歴史
- 1958年（昭和33年）4月30日 - 鳥取県告示第188号により鳥取県道178号泊絹見青谷線として認定される[1]。
- 1993年（平成5年）5月11日 - 建設省から、県道泊絹見青谷線の一部を倉吉川上青谷線として主要地方道に指定される[2]。
- 1994年（平成6年）3月15日 - 鳥取県告示第225・229号により、気高郡青谷町吉川 - 気高郡青谷町青谷・青谷交差点間が鳥取県道51号倉吉川上青谷線に移行したことに伴い、本路線は区間短縮され、終点が気高郡青谷町青谷・青谷交差点から気高郡青谷町吉川に変更された[3]。

## 地理

### 通過する自治体
- 鳥取県
  - 東伯郡湯梨浜町 - 鳥取市

### 交差する道路
| 交差する道路                        | 市町村名 | 市町村名 | 交差する場所 | 交差する場所 |
| ----------------------------------- | -------- | -------- | ------------ | ------------ |
| 国道9号 鳥取県道22号倉吉青谷線 重複 | 東伯郡   | 湯梨浜町 | 大字泊       | 起点         |
| 国道9号 / 青谷羽合道路              | 東伯郡   | 湯梨浜町 | 大字石脇     | [ 注釈 1 ]   |
| 鳥取県道51号倉吉川上青谷線          | 鳥取市   | 鳥取市   | 青谷町吉川   | 終点         |

### 交差する鉄道
- 山陰本線

### 沿線
- 湯梨浜町立泊小学校